# Пагиряй (Вильнюс)
Пагиря́й (лит. Pagiriai) — деревня на территории самоуправления Вильнюсского района, в 12 км к юго-востоку от Вильнюса, при реке Воке; западная часть деревни включена в черту города; центр староства площадью 8723 га с 25 деревнями и населением свыше 7600 человек.

## Инфраструктура

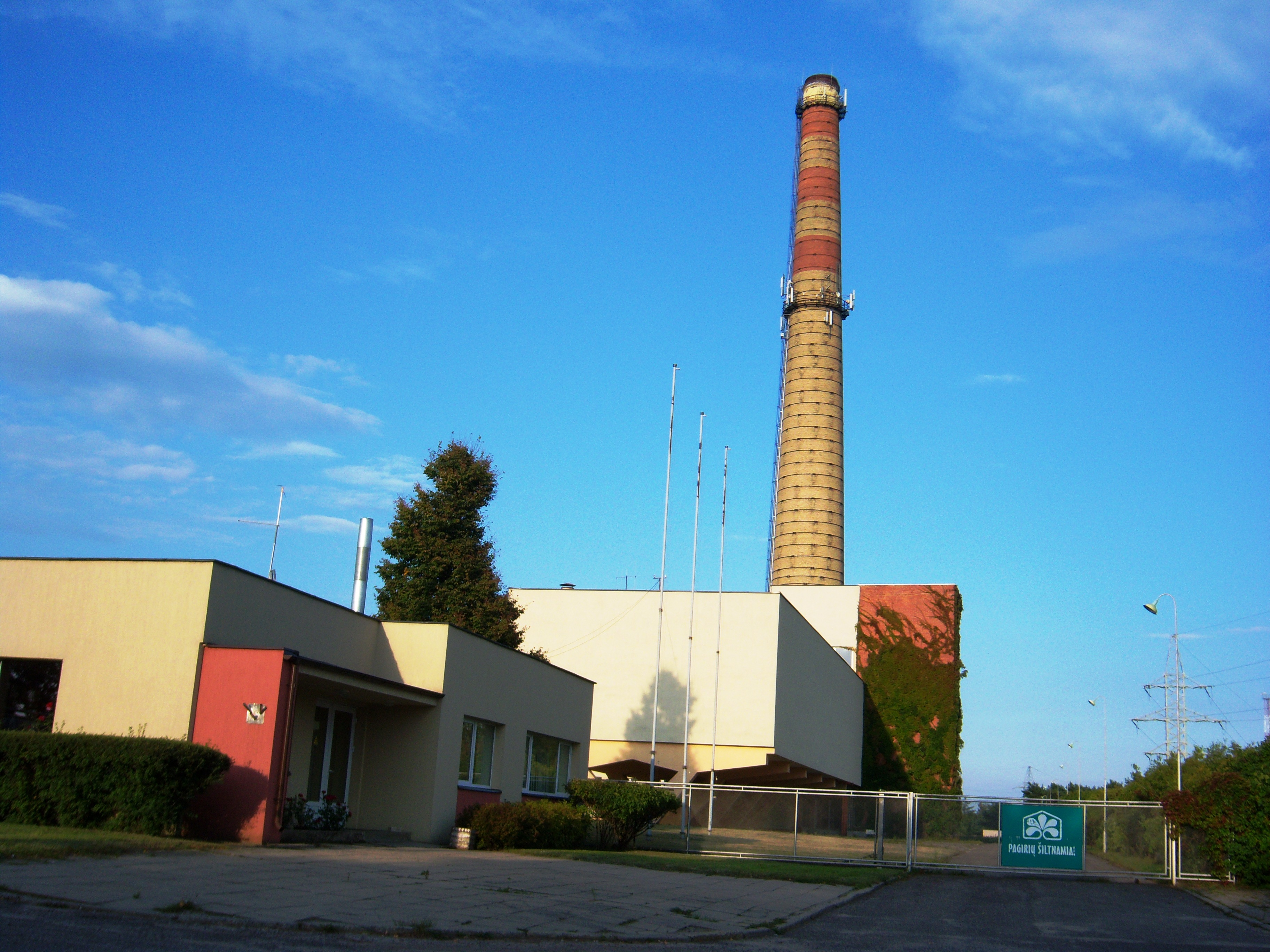
Тепличный комбинат

Имеются почтовое отделение, библиотека (основана в 1952 году; филиал Центральной библиотеки Вильнюсского района), гимназия (школа основана в 1976 году), детский сад, музыкальная школа (учреждена в 2003 году), амбулатория. Рядом с деревней находится карьер, в котором обезвреживаются взрывные устройства.

## История
Деревня прежде называлась Казаклар, Карнаклар. Своё нынешнее название Пагиряй получила после Второй мировой войны. Известность деревня получила в 1970 году, когда здесь было начато строительство крупного тепличного комбината, что повлекло развитие деревни, появление многоквартирных жилых домов и рост населения.

## Население
По переписи населения 1959 года в деревне числилось 139 жителей, в 1986 году насчитывалось 3120 человек, в 2001 года — 3929. В настоящее время насчитывается 3451 житель (2011).

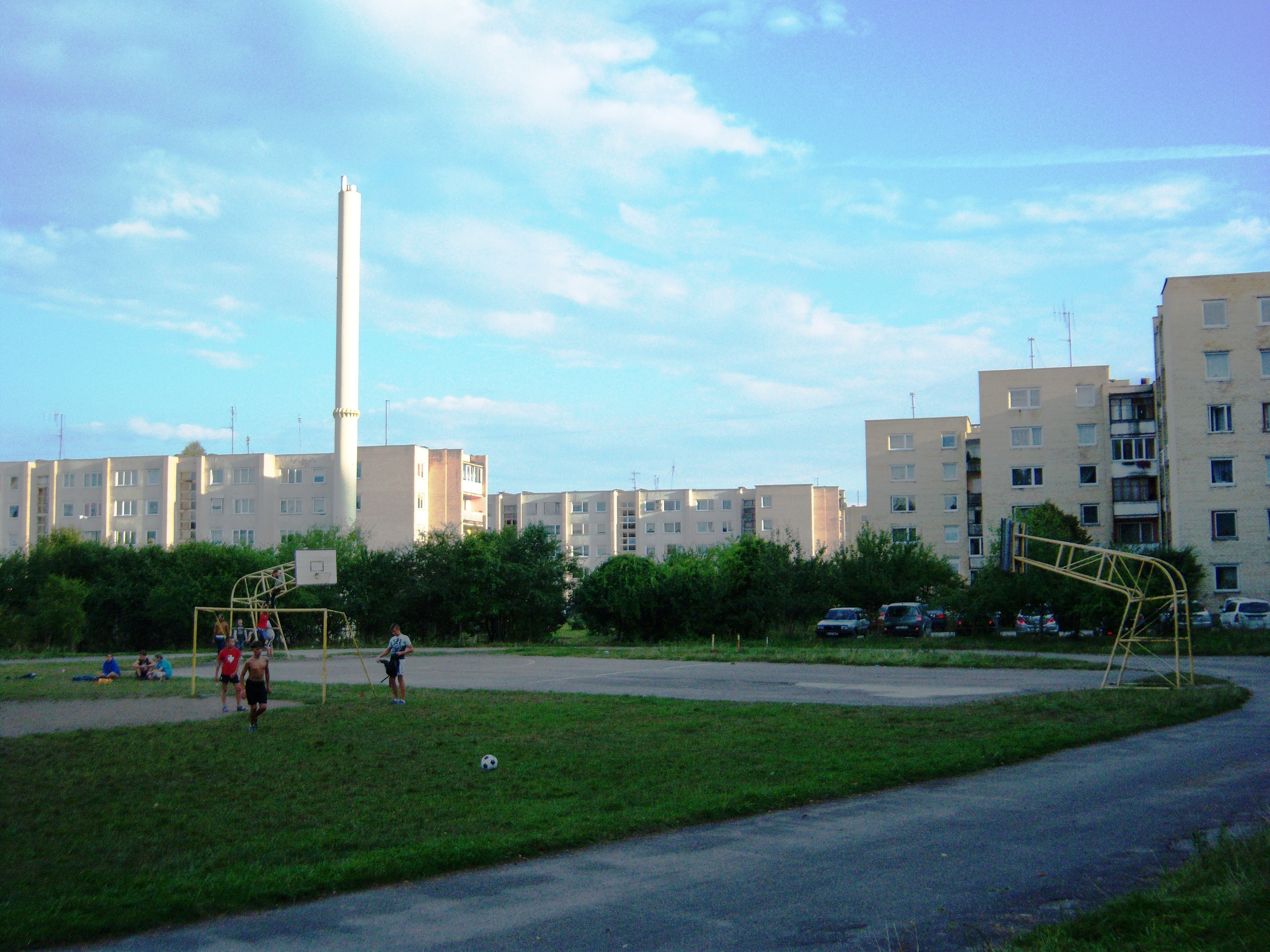
Жилые дома